# Green fireballs
Un número de las llamadas Bolas de Fuego Verde (en inglés Green fireballs) fueron avistadas en los cielos del suroeste de Estados Unidos, particularmente Nuevo México, comenzando a finales de 1948. Dichos avistamientos preocuparon algo al gobierno, que observó que los avistamientos se producían a menudo cerca de delicadas instalaciones militares y de investigación, como Los Álamos y el Laboratorio Nacional Sandía (entonces una base militar ultra secreta). Más aún, las extrañas bolas verdes de luz aparecían repentinamente y fueron vistas muchas veces al mes cerca de dichas instalaciones en Nuevo México, pero difícilmente se avistaban en otros lugares, a diferencia de los fenómenos naturales como los meteoritos. Probablemente sigan siendo uno de los mejor estudiados y más perplejos objetos voladores no identificados.
El experto en meteoros Lincoln La Paz dirigió gran parte de la investigación de las bolas de fuego, y rápidamente concluyó que muchos de los objetos que se desplazaban en flota eran artificiales, quizás dispositivos de espionaje o observatorios. Pero las bolas de fuego verde fueron vistas por tanta gente de mucha relación, incluyendo a La Paz y a científicos de Los Álamos, que todo el mundo coincidía en que eran reales. Se convocaron conferencias secretas en Los Álamos para estudiar el fenómeno, así como en Washington, por el Panel de Consejeros Científicos de la Fuerza Aérea. En diciembre de 1949, el Proyecto Twinkle estableció una red de estaciones de observación y fotográficas, pero nunca fue implementada completamente. Fue abandonada dos años después, con la conclusión oficial de que el fenómeno era probablemente de origen natural. La Paz y otros nunca estuvieron de acuerdo.

## Historia
Los primeros informes aparecieron a finales de noviembre de 1948, pero en un principio fueron interpretados como bengalas militares de color verde. Entonces, en la noche del 5 de Diciembre, dos tripulaciones de avión distintas en Nuevo México, una militar y otra civil, aseguraron que cada una de ellas había visto las extrañas luces verdes, aunque con una diferencia de 20 minutos. Los pilotos militares estaban cerca de Las Vegas, Nuevo México, y describieron las luces como intensas, y de haber sido bengalas, eran las más extrañas que habían visto. El piloto civil estaba cerca de Albulquerque y describió las luces como de color verde claro. Parecieron dirigirse hacia él en ruta de colisión, forzando al piloto a esquivarlas.
Por si no fuera suficiente, en una misma noche fueron vistas una docena de bolas verdes, viajando en formación, generalmente de norte a sur entre las 7:30 PM y las 11:30 PM, por guardias de seguridad en unas instalaciones militares en los alrededores de Alburquerque y Las Vegas. Los avistamientos cerca de Alburquerque se hicieron en la base de Sandía, una instalación altamente sensible donde se ensamblaban bombas atómicas. La noche siguiente, una luz verde similar fue nuevamente avistada durante unos segundos sobre la base de Sandía.
Al día siguiente, la Oficina de Investigaciones Especiales de la Fuerza Aérea (AFOSI) en la Base de Kirtland, inició una investigación oficial, temiendo que las bolas verdes pudieran estar relacionadas con el espionaje y el sabotaje por partes de otras naciones.
Dos investigadores de AFOSI - ambos pilotos experimentados - fueron testigos por sí mismos de una bola de fuego verde mientras pilotaban una avión la noche del 8 de Diciembre. Dijeron que estaba a unos 2.000 pies sobre su avión, y que se asemejaba a las bengalas verdes utilizadas comúnmente por la Fuerza Aérea, aunque "mucho más intensas" y al parecer "considerablemente más brillante." La luz parecía encenderse con un brillo completo casi instantáneamente. Su informe afirmaba que la luz era "definitivamente más grande y más brillante que una estrella fugaz, meteorito o bengala." La luz duraba sólo unos segundos, moviéndose "casi de forma plana y paralela a la tierra." La trayectoria de la luz "descendía rápidamente" dejando "una estela de fragmentos rojo anaranjados" que después cayeron al suelo.
Al día siguiente, AFOSI consultó al Dr. Lincoln La Paz, un astrónomo de la Universidad de Nuevo México, y un renombrado experto mundial en meteoritos que anteriormente había trabajado en proyectos militares de alto secreto. El propio La Paz vio una "bola de fuego verde" el 12 de diciembre, que también fue vista en el Laboratorio Científico de Los Álamos, permitiendo a La Paz determinar la trayectoria mediante triangulación. De ahí La Paz descubrió que el centro de la trayectoria estaba justo encima de Los Álamos.
En una carta clasificada a la Fuerza Aérea el 20 de diciembre, La paz escribió que el objeto se movía demasiado lentamente para haber sido un meteoro, y más aún, no dejó ninguna "estela de chispas o de humo" como sería lo típico de meteoros volando a bajas altitudes. Otras características anómalas eran el intenso color verde lima (completamente distinto a la lluvia de meteoritos de las Gemínidas que se observaron al mismo tiempo), la baja altitud de sólo 13-16 kilómetros pero sin exhibir sonido alguno, trayectoria plana en vez de en arco, y encendiéndose y apagándose como el interruptor de una luz. Posteriormente añadiría que los avistamientos estaban confinados casi por completo al norte de Nuevo México, y que nunca se encontraron fragmentos a pesar de las extensivas búsquedas utilizando técnicas de triangulación empleadas con éxito anteriormente.
La Paz sugirió que las patrullas de seguridad de Los Álamos podrían intentar fotografiar las bolas de fuego verde. Sin embargo la duración de las bolas era tan breve (1 a 5 segundos) y su extinción era tan inesperada que no tuvieron éxito. Sucedieron otros avistamientos de bolas de fuego verde sobre Los Álamos el 11, 13, 14, 20 y 28 de Diciembre y el 6 de enero de 1949, elevando el nivel de preocupación de la inteligencia de seguridad y militar. La bola de fuego verde del 20 de Diciembre fue más destacable porque fue vista cambiando de dirección, algo imposible para un meteorito. Dos guardias de seguridad la vieron primero descender con un ángulo de 45 grados, para después nivelarse a una altura de unos 3 km. Aunque estaban a tan poca distancia, no se oyó ningún ruido, al igual que con las otras bolas de fuego verde.
El 13 de enero de 1949, se envió el siguiente mensaje al Director de Inteligencia del Ejército del Cuarto Regimiento del Ejército en Texas: "Las agencias en Nuevo México están muy preocupadas... Algunas potencias extranjeras [tal vez] estén realizando "lanzamientos de sondas" con algún dispositivo superestratosférico diseñado para autodestruirse... El fenómeno [puede ser] el resultado de experimentos de guerra radiológica de una potencia extranjera... los rayos pueden ser letales o pueden ser... la causa de los accidentes de avión ocurridos recientemente... Estos incidentes son de tanta importancia, especialmente porque están sucediendo en las proximidades de instalaciones delicadas, que [debería] enviarse un panel científico... para estudiar la situación."
El 30 de enero, se produjo el avistamiento más brillante y más visto de bolas de fuego verde, ocurrido cerca de Roswell, Nuevo México. Al día siguiente el FBI fue informado por el Ejército y la Inteligencia de la Fuerza Aérea de que los platillos volantes y las bolas de fuego están clasificados alto secreto. La Paz entrevistó a cientos de testigos, con la ayuda del FBI y de la inteligencia militar, y nuevamente trató de recoger fragmentos mediante la triangulación de la trayectoria, pero nuevamente no obtuvo éxito.
Después de su propio avistamiento y de entrevistar a numerosos testigos, La Paz concluyó que las "bolas de fuego verde" eran un fenómeno artificial. El 8 de febrero se reunió con el Dr. Joseph Kaplan, un geólogo de UCLA y miembro del Panel de Consejeros Científicos de la Fuerza Aérea. Kaplan, también un experto en meteoritos, coincidió en que aquello no podían ser caídas convencionales de meteoritos e informó a La Paz que no conocía de ningún proyecto militar secreto que pudiera explicar las bolas de fuego. Vio que los datos de La Paz eran excitantes y sintió que era necesaria una investigación en nombre de la seguridad nacional.
El informal estudio científico de La Paz para la Fuerza Aérea se hizo formal, siendo llamado "Conferencia sobre Fenómenos Aéreos," y se convocó en el Laboratorio Científico de Los Álamos a mediados de febrero para revisar los datos. La gente allí reunida - tanto personal militar como científicos civiles - fueron informados por La Paz de que las bolas de fuego no eran el resultado de ningún proyecto militar secreto, de acuerdo al Dr. Kaplan. La Paz reiteró que estaba absolutamente convencido de que las bolas de fuego verde no eran meteoritos convencionales. El Dr. Edward Teller pensaba que no podían ser objetos materiales porque no producían ningún ruido y sugirió que podían ser algún fenómeno atmosférico eléctrico desconocido. En cualquier caso, pensaba que no podían ser ningún tipo de sondas extranjeras.
Los científicos pensaron que debería implantarse una red de estaciones de instrumentos para fotografiar y analizar las bolas de fuego. A pesar de la recomendación y de la continuación de los avistamientos de bolas de fuego con una frecuencia de media docena al mes, La Paz y AFOSI encontraron extrañamente una resistencia y una apatía de las autoridades de la Fuerza Aérea responsables de la preparación de dicha red.
En abril de 1949, se informó de avistamientos similares sobre una instalación de almacenaje de armas nucleares en Fort Hood en Texas. Las intrusiones fueron estimadas tan serias que, a diferencia de la Fuerza Aérea, el Ejército estableció rápidamente una red de observación. Los avistamientos continuaron hasta agosto, siendo el más espectacular el 6 de junio cuando fue avistada una luz naranja en suspensión, de entre 100 y 150 metros de largo y a 1.5 kilómetro del suelo. Finalmente empezó a moverse a nivel de vuelo para después explotar en pequeñas partículas.
El 24 de julio se observó una bola de fuego verde caer cerca de Socorro, Nuevo México. Se recogieron partículas de polvo en la Escuela de Minas que había allí y se encontró que contenían grandes partículas de cobre. La Paz encontró este dato muy significativo, ya que el cobre se quema con el mismo color verde amarillento característico de las bolas de fuego verde. También observó que si las partículas de cobre provenían de las bolas de fuego verde, no podían tratarse de meteoritos convencionales, ya que el cobre nunca ha sido encontrado en polvo de origen meteórico. La Paz sugirió que en adelante se recogieran muestras de tierra y del aire en las zonas donde habían sido vistas las bolas de fuego.
Al mismo tiempo, AFOSI informó a La Paz sobre sus investigaciones de los "fenómenos luminosos anómalos" entre primeros de julio y primeros de agosto. Muchas de las bolas de fuego verde estaban ahora descendiendo en trayectorias verticales, cuando inicialmente casi todas viajaban en horizontal.
Se convocó otra conferencia el 14 de octubre. Nadie disputó la realidad del fenómeno y nadie pudo explicarlo. Entre los enigmas estaban los apagones repentinos y las grandes concentraciones de avistamientos en Nuevo México, muy diferentes de un fenómeno natural. A pesar de esto, se decidió que las bolas de fuego eran probablemente de origen atmosférico. Las observaciones instrumentales - fotográficas, triangulaciones y espectroscópicas - se estimaron esenciales para resolver el misterio.
El 3 de noviembre, el Dr. Kaplan llevó el plan al Panel de Consejeros Científicos de la Fuerza Aérea en el Pentágono. Kaplan había decidido por entonces que las bolas de fuego debían de ser un nuevo tipo de meteorito extraño. Sin embargo, la mayoría de los científicos permanecían desconcertados por el brillo, las trayectorias y la ausencia de sonido. Pareciendo contradecir su hipótesis meteórica, Kaplan también dijo, "esta alta selectividad de dirección parece indicar que algún grupo estaba tratando de apuntar a Los Álamos con un nuevo tipo de arma." Se expresaron preocupaciones por la posibilidad de que cundiese el pánico y por la necesidad de continuar con el secretismo.

## Proyecto Twinkle
Finalmente, el 20 de diciembre, después de cerca de un año de avistamientos, fue aprobado el programa de observación instrumental y nació el Proyecto Twinkle. El primer puesto de observación (que consistía de dos oficiales) fue establecido en la Base de la Fuerza Aérea de Holloman en febrero de 1950. Después sólo se implantó otro puesto de observación. La Paz criticó al Proyecto Twinkle por inadecuado, argumentando que las bolas de fuego verde eran merecedoras de "una investigación sistemática e intensiva." Twinkle consiguió registrar unos poco sucesos, pero los datos recolectados se consideraron como incompletos en el informe final del proyecto. Además, se afirmó, no se habían suministrado fondos para el seguimiento de los análisis. Adicionalmente, la actividad de las bolas de fuego cerca de los puestos de observación pareció desaparecer virtualmente, como se señala en un informe de septiembre: "Debe considerarse significativo que las bolas de fuego han cesado abruptamente tan pronto como se estableció una vigilancia sistemática."
Por encima de las objeciones de La Paz y otros, el informe final del Proyecto Twinkle concluyó que las luces verdes eran probablemente un suceso natural, tal vez actividad de manchas solares o una concentración inusual de meteoritos. El informe señalaba, "No ha habido indicación de que ni la más extraña observación de las a menudo llamadas "Bolas de Fuego Verdes" sean otra cosa que un fenómeno natural." El Proyecto Twinkle se suspendió en diciembre de 1951.
A pesar de los esfuerzos del informe final del Proyecto Twinkle para quitar importancia a las bolas de fuego y otros fenómenos OVNI estudiados como naturales, un posterior informe de febrero de 1952 del Directorado de Inteligencia de la Fuerza Aérea estaba en desacuerdo:
"El Secretariado del Panel de Consejeros Científicos ha sugerido que este proyecto no sea desclasificado por una variedad de razones, siendo la más importante que no se ha revelado ninguna explicación científica para ninguna de las bolas de fuego y otros fenómenos por parte del informe, y que algunos respetables científicos todavía creen que los fenómenos observados son fabricados por el hombre."
También se afirmó que algunos de los científicos continuaban creyendo que eran dispositivos de espionaje soviéticos.
Al mes siguiente, otra carta del Directorado de Inteligencia de la División de Investigación del Directorado de Investigación y Desarrollo, nuevamente afirmaba que el informe no debía hacerse público porque no se había ofrecido ninguna solución real:
"Se cree que la publicación de la información al público en su condición actual podría causar excesiva especulación y dar pie a temores injustificados entre la población como ya ocurrió en anteriores publicaciones sobre objetos voladores no identificados. Es el resultado de publicar cuando no ha habido una solución real."

## Opiniones de los científicos de Los Álamos
Edward J. Ruppelt, director del Proyecto Libro Azul de la USAF, afirmó que visitó el Laboratorio Nacional de Los Álamos a principios de 1952 y que habló con varios científicos y técnicos allí destinados, todos los cuales habían sido testigos de las bolas de fuego verde. Ninguno de ellos creía que tuvieran una explicación convencional, como un nuevo fenómeno natural, un proyecto secreto del gobierno, o meteoritos agrandados psicológicamente. En cambio los científicos especulaban con que eran sondas extraterrestres "proyectadas en nuestra atmósfera desde una "nave espacial" suspendida a cientos de kilómetros sobre la Tierra." Ruppelt comentó, "Hace dos años me habría sorprendido oír a un grupo de respetables científicos hacer unos comentarios tan asombrosos. Ahora, sin embargo, me lo tomo como algo serio. Anteriormente he oído el mismo tipo de afirmaciones muchas veces de grupos igualmente cualificados."
Sin embargo, dichas opiniones no eran aparentemente unánimes. Inmediatamente después, Ruppelt dijo que visitó a La Paz en Alburquerque. Ruppelt informó que "La Paz dijo que algunas personas, incluyendo al Dr. Joseph Kaplan y al Dr. Edward Teller, pensaban que las bolas de fuego verde eran meteoritos naturales. Pero él no pensaba así..." La Paz reiteró entonces las varias características anómalas que le llevaron a creer que las bolas de fuego eran artificiales. Ruppelt también mencionó que anteriormente se había reunido previamente con Kaplan en Los Ángeles, y aunque Kaplan respetaba a La Paz profesionalmente, no estaba convencido de que las bolas de fuego estuvieran fabricadas por el hombre.
Ruppelt mencionó posteriormente que discutió el asunto con algunas de las personas que habían asistido a la reunión en Los Álamos en febrero de 1949, pero no facilitó ningún nombre. "Gente que estuvo en aquella reunión me han dicho que la teoría del Dr. La Paz era muy interesante y que cada punto había sido considerado cuidadosamente. Pero evidentemente no fue lo suficientemente concluyente porque cuando la conferencia se clausuró, después de dos días, se decidió que las bolas de fuego verde eran un fenómeno natural de algún tipo." Sin embargo, a pesar de lo que le pudieran haber dicho a Ruppelt y que después escribió en su libro, no hay nada en la transcripción de la conferencia que indique que se alcanzara tal decisión de grupo. En su lugar, las opiniones permanecieron divididas, se expresaron muchas incógnitas, y se recomendó una futura investigación que ayudara a resolver el asunto.
Bolas de Fuego Verde después del Proyecto Twinkle
A pesar de la clausura del Proyecto Twinkle, las bolas de fuego verde siguieron siendo vistas ocasionalmente y La Paz seguiría haciendo comentarios. En abril de 1952, las bolas de fuego verde y el Proyecto Twinkle fueron descritos en un famoso artículo de la revista Life magazine titulado "¿Tenemos Visitantes del Espacio?" En él se mencionaba un reciente incidente de bolas de fuego sobre Arizona en 1951. La Paz repetía nuevamente por qué las bolas de fuego no podían ser meteoritos ordinarios. El artículo también describía el avistamiento OVNI de La Paz cerca de Roswell en 10 de julio de 1947, al mismo tiempo que el famoso caso Roswell. La Paz, sin embargo, permaneció anónimo. También describía un avistamiento OVNI de 1949 del astrónomo Clyde Tombaugh, el descubridor de Plutón. (Artículo de Life magazine).
En enero de 1953, La Paz fue citado en artículos de periódicos diciendo que las bolas de fuego verde eran dispositivos artificiales y que podrían ser misiles soviéticos explorando los Estados Unidos y otras partes del mundo. De acuerdo a Ruppelt, las bolas de fuego verde reaparecieron en septiembre de 1954. Una del tamaño de la luna llena fue vista atravesando Colorado hacia el sureste, iluminando Denver y llegando al norte de Nuevo México. Fue vista por miles de personas en un estadio de fútbol en Santa Fe. La Paz fue llamado para investigar, pero le dijo a un reportero que no esperaba encontrar nada. Del 3 al 9 de abril de 1955, fueron vistas cinco bolas de fuego verdes en Nuevo México y dos al norte de California. Al menos otras tres fueron vistas en cuestión de minutos al mediodía del 5 de abril. El Dr. La Paz afirmó, "Esto es un récord... Estoy seguro de que las bolas de fuego verdes y amarillas no son caídas de meteoritos ordinarios. He estado observando los cielos desde 1914, y nunca he visto ninguna bola de fuego meteórica como estas."
Ha habido informes ocasionales de bolas de fuego verde desde entonces, a menudo cerca de bases militares o gubernamentales: Randles y Houge señalan que un piloto de la Real Fuerza Aérea británica estuvo a punto de colisionar con tres bolas de fuego verdes inusuales cerca de Mánchester, y también fueron vistas cerca de una planta de energía nuclear en Suffolk en 1983.

## Avistamientos de astrónomos de Bolas de Fuego Verde
Otros astrónomos aparte de La Paz que se sabe han tenido avistamientos de bolas de fuego verde en Nuevo México fueron Clyde Tombaugh, quien en 1956 dijo que había visto tres, y el Dr. Donald Menzel, que vio uno en mayo de 1949 cerca de Alamogordo. En una carta al Panel de Consejeros Científicos de la Fuerza Aérea, Menzel admitió que el fenómeno debía ser real y expresó desconcierto, preguntádose por qué las bolas de fuego estaban tan confinadas en Nuevo México si eran un fenómeno natural. Irónicamente, Menzel posteriormente se convirtió en un notorio desacreditador OVNI, y en dos de sus libros afirmaba desonestamente que nunca se sintió desconcertado por sus avistamientos, identificando instantáneamente el objeto como un meteorito ordinario.
En Barcelona, España, fueron vistos 3 objetos voladores de color verde que desparecieron de forma ascendente a gran velocidad. Fue en el mes de diciembre de 2012.

## Teoría del Comité Condon
En el informe OVNI del Comité Condon de 1969, el astrónomo William K. Hartmann pensó que las bolas de fuego verde podrían tener su explicación en el material lunar eyectado durante impactos de meteoritos recientes en la superficie de la Luna. El razonamiento de Hartmann era que esos meteoros lunares eyectados podrían explicar las velocidades anormalmente bajas calculadas por La Paz para las bolas de fuego verdes respecto a la velocidad de escape de la Tierra, esto es, mucho más lenta que la velocidad de los meteoritos normales. Hartamnn afirmó posteriormente, sin explicación o elaboración alguna, que "las características predichas encajan con los episodios de las "bolas de fuego verde"." Sin embargo, esta teoría no podía explicar el resto de las demás características anómalas de las bolas de fuego verde detalladas por La Paz, como el fuerte confinamiento a la zona de Nuevo México, el color verde-lima, la ausencia de sonido, ausencia de estela de humo, y ausencia de fragmentos meteoríticos. La teoría de Hartmann es por lo tanto una débil especulación sin ninguna evidencia real que la sostenga, aunque algunas veces ha sido citada como un hecho científico. Por ejemplo, el astrónomo Carl Sagan la presentó como tal en su serie de televisión Cosmos de 1980.

## Otras Investigaciones OVNI del Dr. Lincoln La Paz
Además de las consultas de La Paz con la Fuerza Aérea sobre las bolas de fuego verde, en 1954 estuvo envuelto con el astrónomo Clyde Tombaugh en una búsqueda de satélites que orbitasen cerca de la Tierra, al servicio del Ejército. En agosto de 1954, apareció una historia en la prensa sobre que La Paz y Tombaugh habían encontrado dos satélites a sólo 600 y 900 kilómetros que habían entrado en órbita recientemente. La Paz en un principio negó vehementemente que él estuviera implicado, y posteriormente negó que se hubiera encontrado nada.
Al menos tres testigos, incluyendo a dos implicados con la contrainteligencia del ejército y de la Fuerza Aérea, también afirmaron que La Paz fue enviado a Roswell para entrevistar a los testigos sobre el incidente Roswell, para reconstruir la trayectoria del objeto estrellado. Un agente de contrainteligencia afirmó que La Paz le dijo que el objeto tuvo algún problema, aterrizó para hacer alguna reparación, despegó de nuevo y explotó. Entre ambos especularon sobre su posible origen. La Paz supuestamente era de la opinión de que el objeto era una sonda extraterrestre no tripulada.
En 1964, La Paz también se vio implicado en la investigación del famoso incidente OVNI de Socorro, en el cual un policía de la localidad llamado Lonnie Zamora vio aterrizar un pequeño objeto con forma de huevo, vio a dos figuras humanoides cerca del objeto, y cuando se acercó a unos 30 metros, el objeto salió disparado y desapareció rápidamente. La Paz entrevistó a Zamora y le consideró un testigo fiable.
Los últimos comentarios conocidos de La Paz sobre las bolas de fuego verde ocurrieron durante 1965 durante una visita al astrónomo Dr. J. Allen Heynek, un consejero del Proyecto Libro Azul. Heynek también estaba investigando el incidente de Socorro. De acuerdo a Hynek, La Paz pensaba que las bolas de fuego verde eran la parte más importante del fenómeno OVNI. Seguía convencido de que sus características anómalas nunca habían sido adecuadamente explicadas por la investigación oficial. La Paz continuó pensado que las bolas de fuego verde eran artificiales, pero ahora creía que las bolas de fuego, así como la nave de Socorro, eran proyectos altamente secretos del gobierno norteamericano. También acusó a Hynek, al Proyecto Libro Azul y a otros de ser parte de un "gran encubrimiento de algo que el gobierno no quiere discutir."
Las bolas de fuego verde continúan siendo avistadas ahora, pero sus orígenes siguen siendo un misterio.